# لیلیت بروتیان
لیلیت گئورگی بروتیان (ارمنی: Լիլիթ Գեորգի Բրուտյան؛ انگلیسی: Lilit Brutyan؛ زاده ۷ اوت ۱۹۵۳) استاد دانشگاه و زبان‌شناس ارمنستان است.

## زندگی‌نامه
وی در ۷ اوت ۱۹۵۳ در ایروان به دنیا آمد و از دانشگاه دولتی ایروان فارغ‌التحصیل گشت. وی در دانشگاه دولتی ایروان فعالیت کرده است.

## یادداشت
1. ↑   բանասիրական գիտությունների դոկտոր